# Grażyna Rabsztyn
Grażyna Józefa Rabsztyn (Breslávia, 20 de setembro de 1952) é uma ex-atleta polaca, especialista em corridas de barreiras altas, que bateu por três vezes o recorde mundial dos 100 metros com barreiras.

## Carreira
Medalhada de bronze nos 50 m barreiras, nos Campeonatos Europeus em Pista Coberta de 1972, em Grenoble, Rabsztyn consegue três títulos consecutivos entre 1974 e 1976, nos 60 m barreiras. Na terceira dessas vitórias, consegue baixar a barreira dos 8 segundos, obtendo a marca de 7.96 s.
No dia 10 de junho de 1978, no meeting de Fürth, Rabsztyn melhora o recorde mundial dos 100 m barreiras, que pertencia à alemã oriental Annelie Ehrhardt com 12.59 s, realizando um tempo de 12.48 s. No ano seguinte, igualaria esta marca e, em 12 de junho de 1980, baixava o recorde para os 12.36 s, que a coloca ainda, passadas mais de três décadas, como a sétima atleta com melhor marca a nível mundial.
Apesar da qualidade das marcas obtidas ao longo da carreira, Rabsztyn nunca conseguiu uma medalha em Jogos Olímpicos, tendo, contudo, sido sempre finalista nas três edições em que participou: 8ª nos Jogos de Munique 1972, 5ª nos Jogos de Montreal 1976 e de novo 5ª nos Jogos de Moscovo 1980.
Grazyna é cunhada do ex-atleta alemão Harald Schmid e é irmã da também corredora de barreiras Elżbieta Rabsztyn, que foi medalhada de bronze nas Universíadas de 1981.